# Thalles
Thalles Lima de Conceição Penha, noto anche solo come Thalles (São Gonçalo, 18 maggio 1995 – São Gonçalo, 22 giugno 2019), è stato un calciatore brasiliano, di ruolo attaccante.
È scomparso nel 2019 all'età di 24 anni a seguito di un incidente stradale.

## Caratteristiche tecniche
Era una punta centrale che poteva giocare anche da ala destra. 

## Carriera

### Nazionale
Nel 2015 è stato convocato dal Brasile per disputare il Campionato sudamericano Under-20.